# Bois-de-Nivelles
Bois-de-Nivelles is een plaatsje in de Waals-Brabantse gemeente Nijvel.
In Bois-de-Nivelles bevindt zich een kerkje, de Chapelle de Bois-de-Nivelles. Dit bakstenen kerkje met geveltoren dateert uit de 1e helft van de 20e eeuw. De hoogte aan de kerk bedraagt 165 meter.
Tot 1984 was hier het Station Bois-de-Nivelles dat echter sindsdien gesloten is.

## Nabijgelegen kernen
- Nijvel
- Buzet